# Kościół Matki Bożej Królowej w Sokolnikach-Lesie
Kościół Matki Bożej Królowej w Sokolnikach-Lesie – rzymskokatolicki kościół parafialny zlokalizowany w Sokolnikach-Lesie w województwie łódzkim, w powiecie zgierskim, w gminie Ozorków. Jest siedzibą parafii Najświętszej Maryi Panny Królowej.

## Historia
Przed wybudowaniem we wsi kościoła wierni z tej letniskowej miejscowości uczęszczali na nabożeństwa do świątyni w Modlnej. Celem ułatwienia dostępu do posług w rozwijających się dynamicznie Sokolnikach w latach 1982 (lub 1981)-1984 wybudowano obecny kościół. 1 lipca 1998 przy świątyni arcybiskup Władysław Ziółek erygował parafię, której pierwszym proboszczem został ksiądz Zbigniew Zgoda. 19 października 2003 dokonano konsekracji kościoła, a także poświęcenia postawionego obok pomnika Jana Pawła II.

## Architektura
Kościół znajduje się przy ulicy Tadeusza Kościuszki. Zaprojektował go Mirosław Rybak. Zatwierdzony do realizacji projekt składał się z czterech brył z chórem. Podczas budowy, z przyczyn finansowych, dokonano istotnych zmian - m.in. zmniejszono obiekt o jedną bryłę i chór. Ostatecznie jednonawowy kościół z prezbiterium składa się z trzech nachodzących na siebie części z dzwonnicą nad kruchtą. Ze świątynią łączy się plebania. Na ścianie głównej posadowiono ołtarz wyobrażający scenę ukrzyżowania Chrystusa. Ołtarz i ambonę wykonano z granitu. Ołtarz boczny zadedykowany jest Matce Bożej Królowej. Zawieszono przy nim dary wotywne. Kościół posiada na wyposażeniu dwa dzwony.

## Otoczenie i tablice pamiątkowe
Przy kościele stoją:
- pomnik Dekalog Świętego Franciszka z Asyżu,
- kaplica maryjna Oto Matka Twoja,
- głaz pamiątkowy 10-lecia parafii,
- droga krzyżowa z głazów.

W kościele umieszczone są tablice pamiątkowe ku czci:
- porucznika Stanisława Osmolińskiego (1914-2014, pseudonim Dąb), weterana kampanii wrześniowej, kawalera krzyża Armii Krajowej, więźnia komunistów, w stulecie urodzin,
- porucznika Bronisława Karbowicza, więźnia obozu w Starobielsku zamordowanego przez sowietów,
- księdza kanonika Grzegorza Ząbeckiego (1940-2016), proboszcza w Modlnej i budowniczego kościoła w Sokolnikach,
- 70. rocznicy istnienia Stowarzyszenia Właścicieli Działek Leśnych w Sokolnikach (2000),
- 10-lecia erygowania parafii[4].

## Figura maryjna
Figurę poświęcił 11 czerwca 1933 biskup Wincenty Tymieniecki. Po agresji na Polskę, Niemcy w 1939 rozbili figurę na kawałki, a postument zrównali z ziemią. Części figury mieszkańcy zabezpieczyli i zakopali na cmentarzu w Modlnej. Po usunięciu Niemców figura została naprawiona i posadowiona oraz poświęcona na pierwotnym miejscu. Przy figurze modlono się m.in. o powstanie kościoła w Sokolnikach, na co władze komunistyczne przez wiele lat nie wyrażały zgody. Ostatecznie, po wzniesieniu świątyni, figura stanęła na obecnym miejscu, przy kościele.

## Galeria

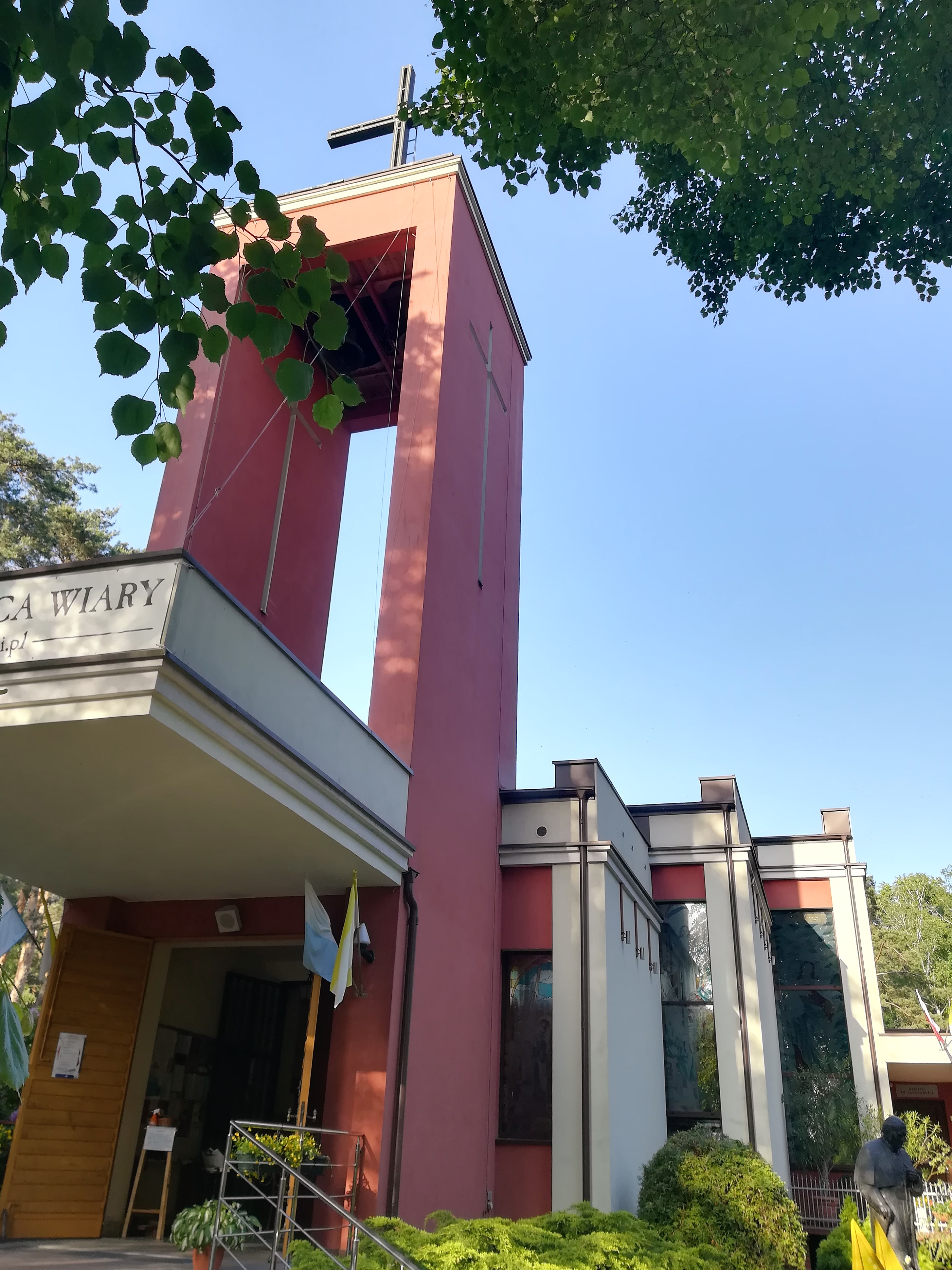
Trójstopniowa struktura bryły
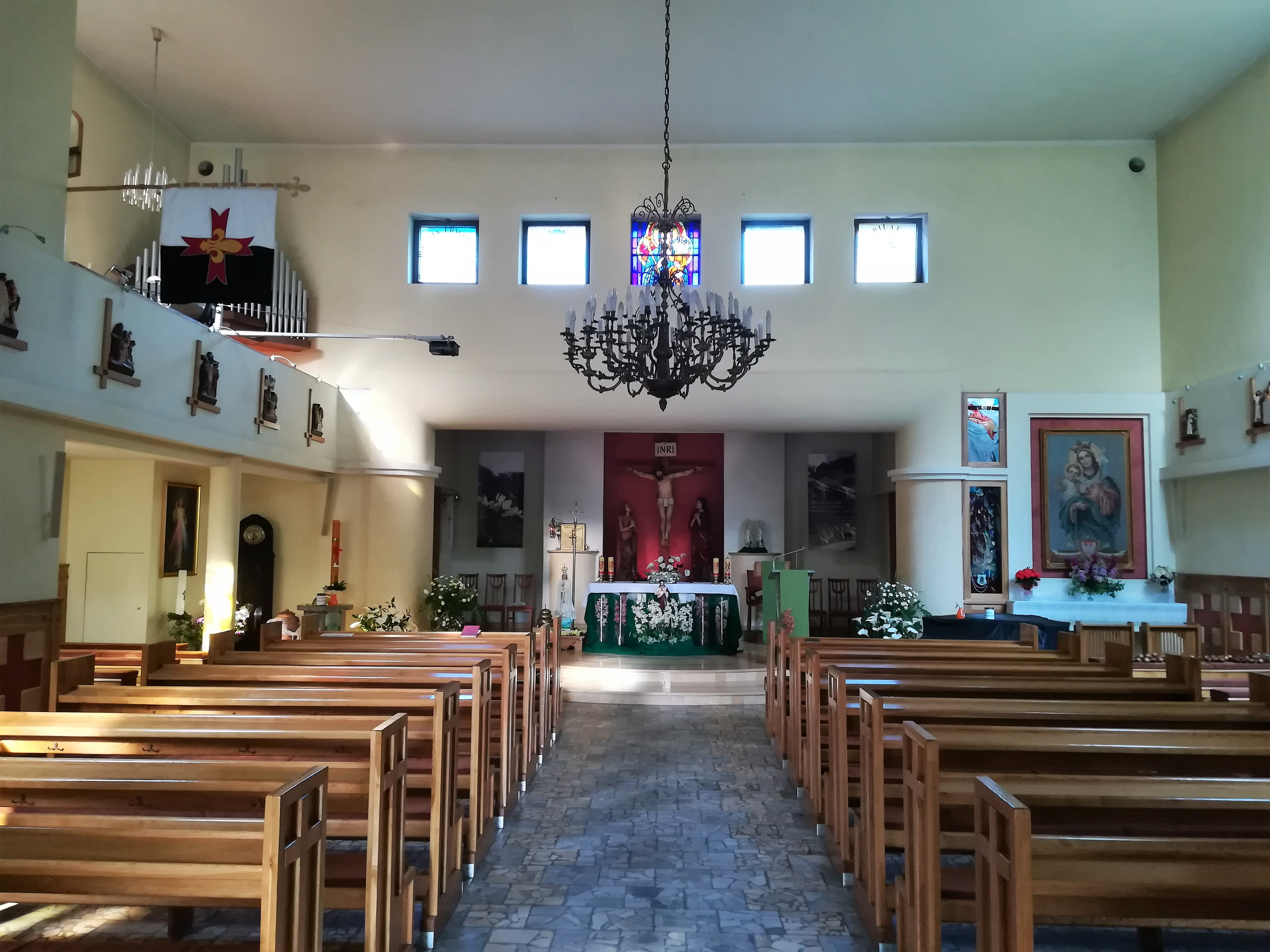
Wnętrze z ołtarzami
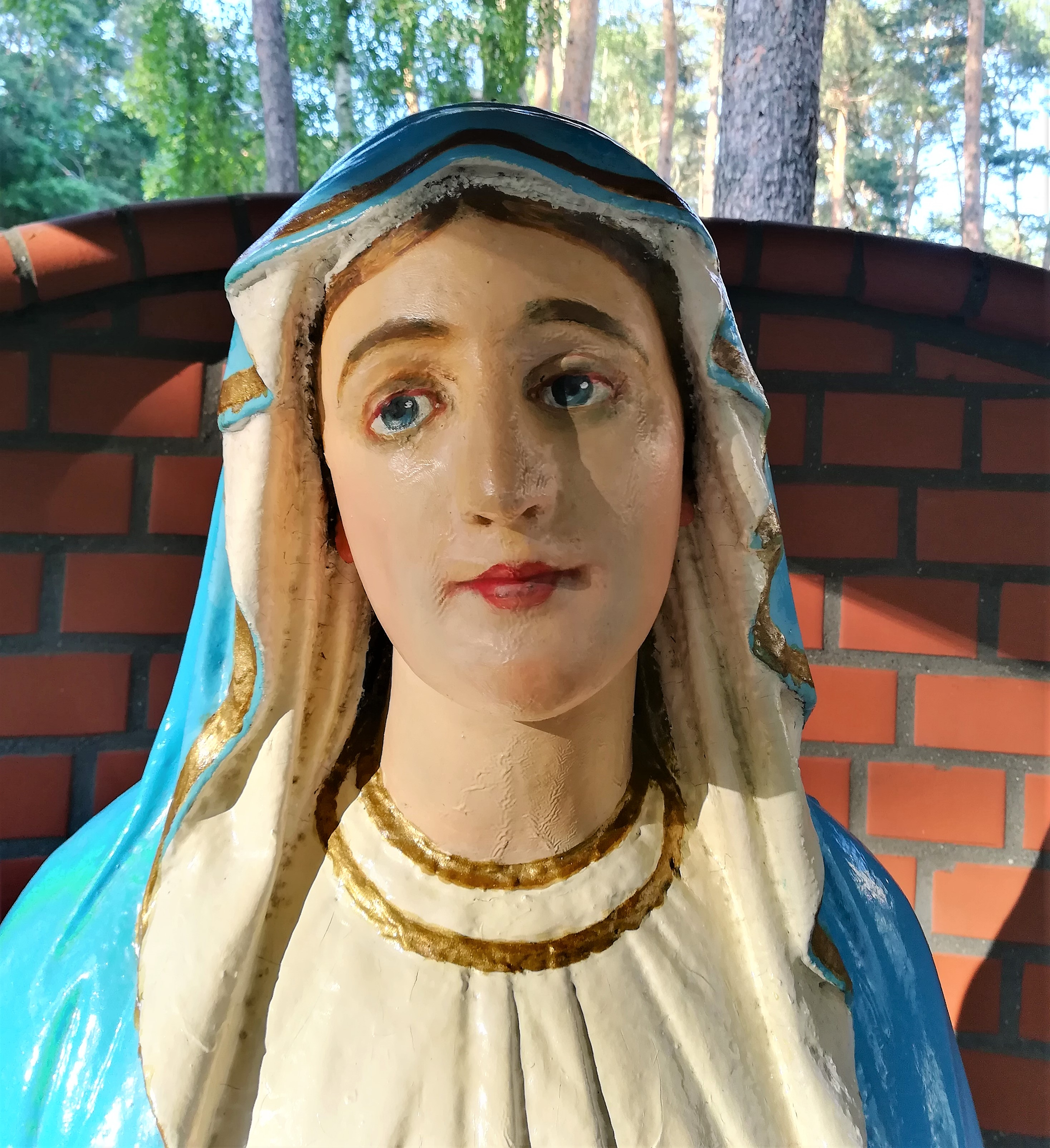
Figura Matki Bożej